# Classe Tosa
Le corazzate di classe Tosa (土佐型戦艦?, Tosa-gata Senkan) erano due corazzate ordinate come parte della flotta "Otto-Otto" per la Marina Imperiale Giapponese (IJN) all'inizio degli anni '20. Le navi erano versioni più grandi della precedente classe Nagato e un ulteriore torretta da 410 mm. Il progetto per la classe servì come base per gli incrociatori da battaglia di classe Amagi.
Entrambe le navi furono varate alla fine del 1921, ma la prima, la Tosa, fu cancellata in conformità ai termini del Trattato navale di Washington, prima che potesse essere completata. Fu utilizzata in esperimenti per testare l'efficacia del suo schema di corazzatura, prima di essere affondata nel Canale di Bungo. Lo scafo della seconda nave, la Kaga, fu convertito in una portaerei con lo stesso nome. La portaerei supportò le truppe giapponesi in Cina durante la seconda guerra sino-giapponese della fine degli anni '30 e prese parte all'attacco a Pearl Harbor il 7 dicembre 1941 e all'invasione di Rabaul nel Pacifico sud-occidentale nel gennaio 1942. Il mese successivo i suoi aerei parteciparono all'attacco aereo combinato di portaerei su Darwin, in Australia, durante la campagna delle Indie orientali olandesi. Fu affondata durante la battaglia delle Midway nel 1942.

## Storia
L'IJN riteneva che una moderna flotta da battaglia di otto corazzate e otto incrociatori corazzati fosse necessaria per la difesa del Giappone; il governo ratificò tale idea nel 1907. Questa politica fu la genesi del Programma Eight-Eight, lo sviluppo di una linea di battaglia coesa di sedici navi capitali di età inferiore agli otto anni. I progressi nella tecnologia navale rappresentati dalla corazzata britannica HMS Dreadnought e l' incrociatore da battaglia HMS Invincible costrinse la Marina imperiale giapponese a rivalutare in diverse occasioni quali navi considerasse "moderne" e, nel 1911, riavviò il programma con ordini per le super corazzate di classe Fuso e gli incrociatori da battaglia di classe Kongo. Nel 1915, la Marina imperiale giapponese era a metà strada verso il suo obiettivo e voleva ordinare altre quattro super corazzate, ma la Dieta respinse il piano e autorizzò solo la corazzata Nagato e due incrociatori da battaglia nel bilancio del 1916. Più tardi quello stesso anno il presidente americano Woodrow Wilson annunciò piani per dieci corazzate aggiuntive e sei incrociatori da battaglia, così la Dieta autorizzò altre tre corazzate in risposta l'anno successivo: una seconda classe Nagato, la Mutsu, e due modifiche ai progetti, per la Tosa e la Kaga.

## Progettazione
La Marina Imperiale Giapponese (IJN) iniziò a rivalutare il progetto Nagato alla luce delle lezioni apprese dalla battaglia dello Jutland nel maggio 1916, degli esperimenti di valutazione della protezione della corazza e delle informazioni appena acquisite sugli schemi protettivi delle navi capitali britanniche e americane. Queste informazioni evidenziarono la necessità di una migliore protezione delle torrette e dei depositi dei cannoni principali, nonché di una corazzatura del ponte più spessa per proteggere dal fuoco a picco . Anche i metodi di difesa esistenti contro mine e siluri si erano dimostrati inadeguati e necessitavano di miglioramenti. Undici nuovi progetti furono respinti tra ottobre e l'inizio del 1917 prima che il capitano Yuzuru Hiraga, sovrintendente della costruzione navale e architetto navale responsabile del progetto delle navi della flotta Eight-Eight, presentasse una versione pesantemente modificata del progetto Nagato, la A-125, da costruire al posto della seconda nave della classe, la Mutsu, il 12 giugno 1917, ben prima che fosse effettivamente impostata.
Il progetto di Hiraga rifletteva le più recenti esperienze di combattimento e incorporava i progressi nella tecnologia delle caldaie . Aggiunse una torretta binata aggiuntiva con cannoni principali, sfruttando lo spazio e il peso resi disponibili dalla riduzione del numero di caldaie da 21 a 12, mantenendo invariata la potenza. Ridusse l'armamento secondario da 20 a 16 cannoni; questi furono spostati più in alto sul ponte per migliorarne l'arco di fuoco e la capacità di sparare in condizioni di maltempo. Per aumentare la protezione della nave, propose di inclinare la corazza della cintura verso l'esterno per migliorarne la resistenza al fuoco orizzontale e di ispessire la corazza del ponte inferiore e la paratia antisiluro. Hiraga progettò anche di aggiungere rigonfiamenti antisiluro per migliorare la protezione subacquea della nave. Stimò che la sua nave avrebbe dislocato quanto la Nagato, sebbene sarebbe costata circa un milione di yen in più. Queste modifiche avrebbero ritardato considerevolmente il completamento della nave e furono respinte dal Ministero della Marina. Il progetto scartato costituì la base per una corazzata molto più grande 39.000 tonnellate, designata come A-127, con quasi il doppio del peso dell'armatura della Nagato. Fu progettata per raggiungere la stessa velocità delle navi più vecchie, per consentire loro di manovrare insieme come una formazione tattica. Questo progetto fu accettato il 27 marzo 1918 e divenne la classe Tosa.
Le navi di classe Tosa avevano un dislocamento previsto di 39.900 tonnellate e 44.200 tonnellate a pieno carico. Avrebbero avuto 231,65 m di lunghezza alla linea di galleggiamento e 234,09 m fuori tutto; una larghezza di 30,48 m e un pescaggio di 9,39 m. La classe Tosa avrebbe avuto un'altezza metacentrica di 1,292 m a carico normale. Un sistema di propulsione turboelettrica è stato preso in considerazione, dopo che gli Stati Uniti hanno annunciato che il sistema aveva avuto un grande successo sulla corazzata USS New Mexico e i giapponesi stimarono che un motore da 70.000 cavalli vapore (52.000 kW) all'albero di trasmissione poteva essere installato sulla classe Tosa avrebbe permesso di raggiungere una velocità di 25,25 nodi (46,76 km/h), 2 500 miglia nautiche (4 600 km) di autonomia a piena velocità e 7 800 miglia nautiche (14 400 km) di autonomia a 14 nodi (26 km/h), ma questo sistema fu scartato. Furono scelte turbine a vapore con ingranaggi Curtis più convenzionali, alimentate da 12 caldaie a tubi d'acqua Kampon, otto delle quali avrebbero utilizzato olio combustibile e quattro una miscela di olio e carbone. Questo sistema avrebbe fornito 91.000 cavalli vapore (68.000 kW) all'albero di trasmissione a quattro alberi, per una velocità massima di 26,5 nodi (49,1 km/h). Le riserve di carburante sarebbero ammontate a 3.700 tonnellate di petrolio e 1.800 tonnellate di carbone; ad una velocità di 14 nodi, ciò avrebbe consentito una portata massima di 6 500 miglia nautiche (12 000 km).

### Armamento

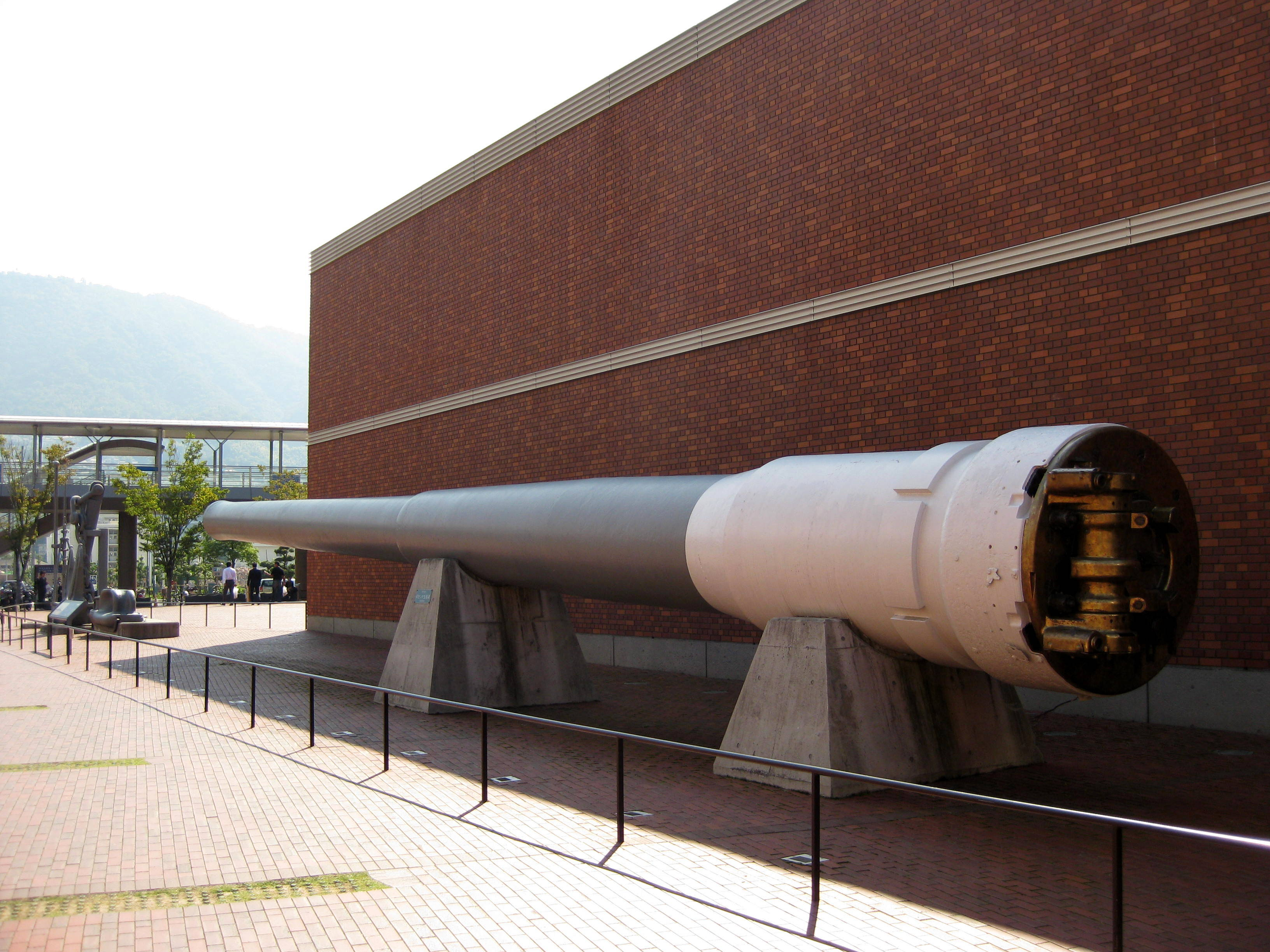
Un cannone da 410 mm in mostra al Museo Yamato di Kure, Giappone

Le navi di classe Tosa erano destinate ad essere armate con una batteria principale di dieci cannoni da 410 mm in cinque torrette binate, quattro delle quali in configurazione superfiring a prua e a poppa. Numerate da uno a cinque da davanti a dietro, le torrette azionate idraulicamente avevano un intervallo di elevazione da -2 a +35 gradi. La cadenza di fuoco dei cannoni era di circa due colpi al minuto. Le navi erano progettate per trasportare 90 colpi per cannone, sebbene lo spazio disponibile fosse per 110.
I cannoni utilizzavano proiettili perforanti Type 91, ognuno dei quali pesava 1.020 kg e aveva una velocità iniziale di 780 m/s. Era disponibile anche un proiettile ad alto esplosivo da 936 kg, con velocità iniziale di 805 m/s.
L'armamento secondario, composto da venti cannoni Type 3 da 140 mm, sarebbe stato installato in casematte, 12 sui lati superiori dello scafo e otto nella sovrastruttura. Questi cannoni avevano una gittata massima di 19.750 m a un'elevazione di +35 gradi. Ogni cannone poteva sparare fino a 120 proiettili ad alto potenziale esplosivo da 38 kg, con un rateo di fuoco massimo di 10 colpi al minuto. La difesa antiaerea era fornita da quattro cannoni AA Type 3 da 76 mm in supporti singoli. I Type 3 avevano un'elevazione massima di 75 gradi e una cadenza di fuoco da 13 a 20 colpi al minuto. Sparavano proiettili da 6 kg con una velocità iniziale di 680 m/s, fino a un'altezza massima di 7.500 metri. I cannoni erano forniti con 250 colpi ciascuno, anche se c'era spazio disponibile per un totale di 400 colpi per cannone. Questi cannoni erano destinati ad essere sostituiti da quattro cannoni antiaerei da 120 mm.
Le Tosa dovevano montare otto tubi lanciasiluri da 610 mm, quattro sopra l'acqua e quattro sotto. I primi dotati di due siluri ciascuno e i secondi di tre ciascuno.

### Corazzatura
La corazzatura delle navi era progettata per rompere proiettili da 406 mm sparati da una distanza di 15.000/22.000 metri e le piastre corazzate primarie erano sostenute da paratie antischegge, progettate per contenere eventuali frammenti di proiettile. Sarebbero state equipaggiate con una cintura principale di corazza cementata Vickers, con una pendenza di 15 gradi verso l'esterno nella parte superiore. A centronave, la larghezza sarebbe stata di 280 mm e 254 mm a prua e poppa. Circa 1,83 m della cintura corazzata era al di sotto della linea di galleggiamento. La corazza laterale era chiusa alle estremità da paratie di 229/254 mm. Le torrette della batteria principale e le porzioni delle barbette sopra il ponte principale avrebbero avuto tra i 229 e i 305 mm di corazzatura, e le pareti della torre di comando tra i 254 e i 356 mm, con un tetto rinforzato in piastre corazzate da 178 mm. Il tubo di comunicazione sotto la torre di comando avrebbe avuto pareti con spessore tra i 76 e i 127 mm.
Il ponte intermedio era il ponte corazzato principale ed era collegato alla parte superiore della cintura. Sarebbe stato costituito da una piastra di armatura non cementata New Vickers di 63.5 mm, con sopra una piastra di acciaio ad alta resistenza (HTS) da 37 mm, il tutto sopra le sale macchine e caldaie. Sopra i magazzini invece, lo spessore della piastra HTS sarebbe aumentato a 63 mm. Il ponte inferiore sarebbe stato costituito da due piastre HTS da 19 mm. La Tosa avrebbe avuto la parte inferiore del fumaiolo singolo protetta da 229 mm di corazza, era la prima volta su una nave giapponese. Inoltre, le aperture dei fumaioli nel ponte inferiore sarebbero state protette da grate.
Le navi avrebbero avuto un rigonfiamento interno antisiluro per fornire protezione contro le esplosioni subacquee. Questo era supportato da una paratia antisiluro composta anch'essa da tre strati di HTS da 25 mm, angolati verso l'esterno per incontrare la base della cintura della linea di galleggiamento. Si collegavano a una paratia antischegge da 32 mm sul ponte inferiore, dietro la cintura di galleggiamento. Dietro la sporgenza del siluro e la paratia antischegge c'era un'altra paratia antischegge da 19 mm.

## Navi
| Nome        | Costruttore                          | Impostazione     | Varo             | Completamento      | Destino finale                                          |
| ----------- | ------------------------------------ | ---------------- | ---------------- | ------------------ | ------------------------------------------------------- |
| Tosa (土佐) | Cantiere navale Mitsubishi, Nagasaki | 16 febbraio 1920 | 18 dicembre 1921 | Marzo 1923 (stima) | Affondata il 9 febbraio 1925                            |
| Kaga (加賀) | Cantiere navale Kawasaki, Kobe       | 19 luglio 1920   | 17 novembre 1921 | 25 dicembre 1922   | Affondata durante la battaglia di Midway, 4 giugno 1942 |

## Cancellazione e destini finali

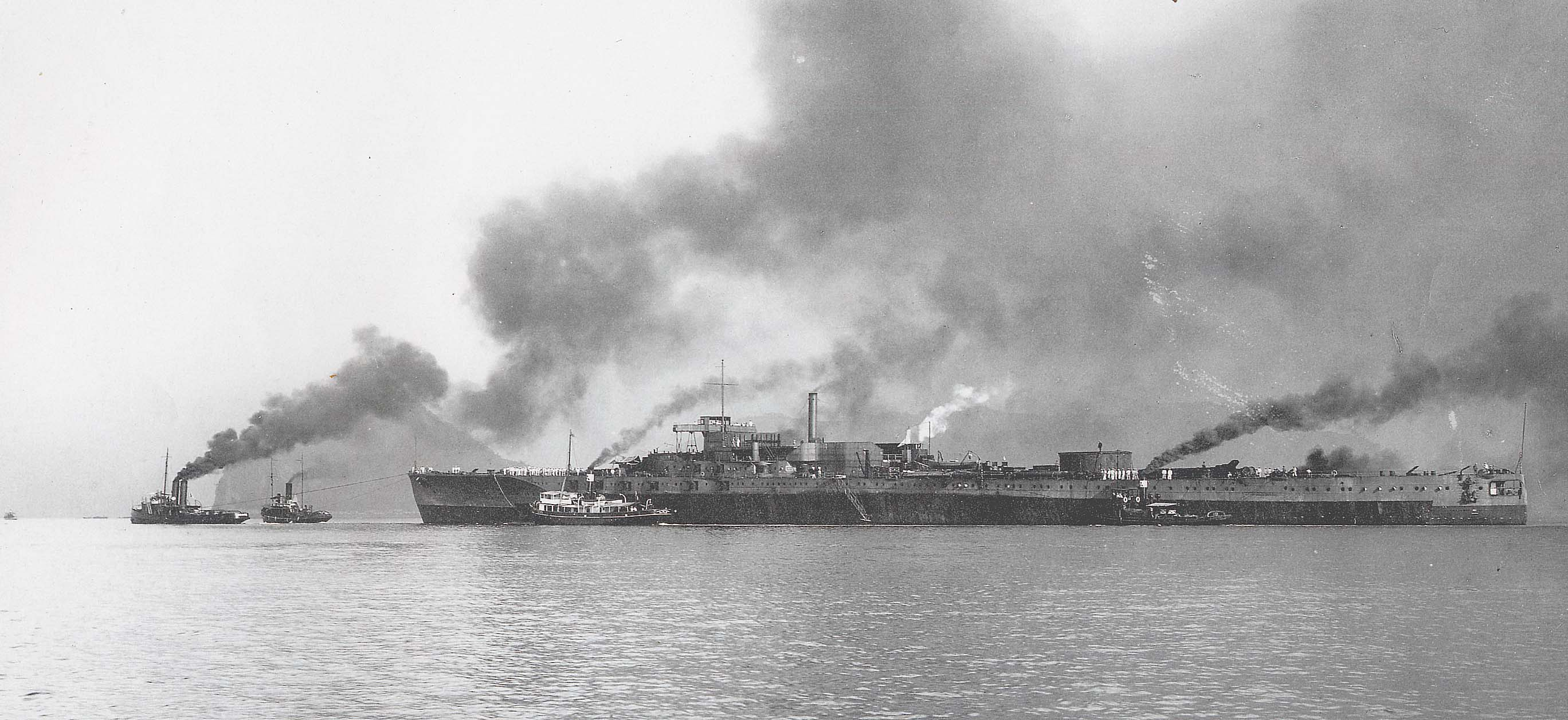
Tosa, parzialmente completa, rimorchiata da Nagasaki nel 1922

La costruzione di entrambe le navi iniziò nel 1920, ma il Trattato navale di Washington del 1922 intervenne, ordinando la cancellazione di tutte le navi capitali in costruzione. I lavori sulle due corazzate di classe Tosa si interruppero il 5 febbraio 1922. Dopo essere state colpite il 1 aprile 1924, i cannoni della Tosa furono consegnati all'esercito imperiale giapponese per essere utilizzati come artiglieria costiera; due delle sue torrette principali furono installate sull'isola di Tsushima e vicino a Busan, in Corea. Il resto dei suoi cannoni fu messo in riserva e infine demolito nel 1943. Lo scafo incompleto della Tosa fu utilizzato per testare il suo schema di corazzatura contro il fuoco navale a lungo raggio, bombe aeree, mine e siluri. Due dei proiettili sparati contro di essa caddero corti, ma penetrarono profondamente il suo scafo attraverso la sottile armatura del rigonfiamento del siluro sotto la cintura corazzata della linea di galleggiamento. Ciò suscitò un interesse nell'ottimizzazione delle prestazioni subacquee dei proiettili giapponesi, che culminò nella produzione del proiettile perforante Type 91. Al contrario, la Marina Imperiale Giapponese adottò misure per difendersi da proiettili di questo tipo durante la ricostruzione delle sue corazzate esistenti durante gli anni '30, così come nei progetti della classe Yamato e degli incrociatori pesanti delle classi Mogami e Tone. Il sistema di difesa della Tosa contro i siluri si dimostrò in grado di sconfiggere testate siluro da 200 kg, ma non più grandi di 350 kg. Dopo la conclusione dei test, la nave fu affondata aprendo le sue valvole Kingston il 9 febbraio 1925, in 650 m di acqua nel canale Bungo dopo che le cariche di demolizione non sono esplose.

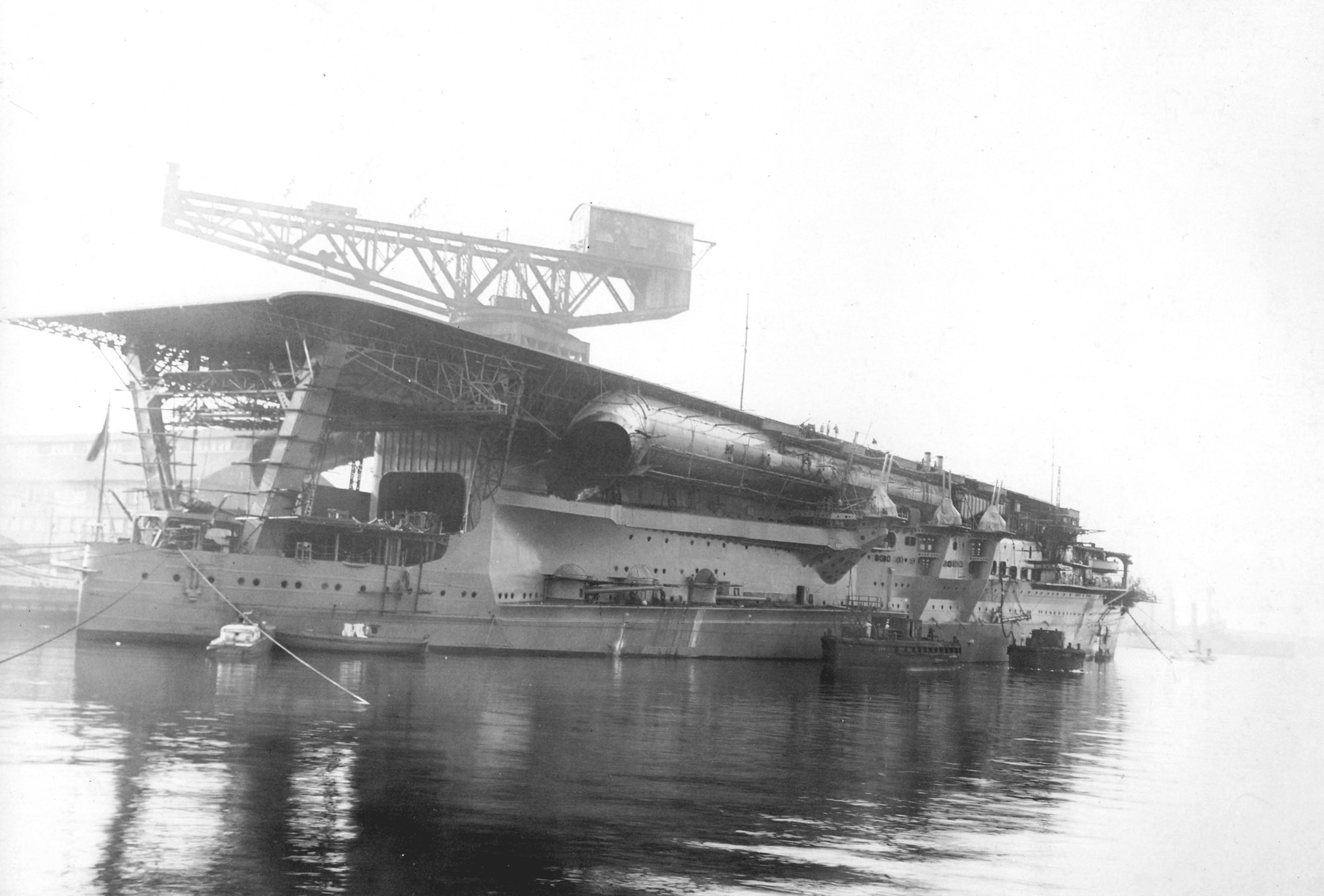
La Kaga, vista da poppa, in costruzione nel cantiere navale di Yokosuka nel novembre 1928; notare il grande tubo che dirigeva il fumo di scarico verso il basso, lontano dagli aerei in atterraggio

L'incrociatore da battaglia Amagi, che era in fase di conversione in portaerei secondo i termini del trattato, venne danneggiata nel Grande terremoto del Kantō del 1923 e divenne inutilizzabile. Di conseguenza,la Kaga, che originariamente doveva essere demolita, sempre secondo i termini del Trattato navale di Washington (Capitolo I, Articolo IX), fu convertita in una classe Amagi. Nessun lavoro ebbe luogo fino al 1925, quando furono redatti nuovi piani e i danni del terremoto all'arsenale navale di Yokosuka furono riparati. Sebbene la nave fosse stata commissionata il 31 marzo 1928, non si unì alla Flotta Combinata (Rengō Kantai) fino al 30 novembre 1929.
Similmente all'incrociatore da battaglia di classe Amagi, l'Akagi, la Kaga era dotata di due ponti di decollo "a gradino" e di un ponte di volo che si estendeva per due terzi della nave; in teoria, questo permetteva agli aerei di decollare direttamente dagli hangar mentre gli altri aerei atterravano sulla parte superiore. Con l'aumento del peso degli aerei durante gli anni '30, furono necessarie distanze maggiori per decollare e i ponti di volo inferiori divennero inutili. La ricostruzione della Kaga nel 1935 rimosse i due ponti inferiori ed estese il ponte di volo superiore fino a prua. Una volta completata, la nave aveva due ponti hangar principali e un terzo hangar ausiliario con una capacità totale di 60 aerei.
La Kaga era dotata di un pesante armamento di cannoni nel caso fosse stata sorpresa dagli incrociatori nemici e costretta a combattere, ma il suo ampio e vulnerabile ponte di volo, gli hangar e altre caratteristiche la rendevano un bersaglio più di una nave da guerra. La dottrina delle portaerei era ancora in evoluzione a quel tempo e l'impraticabilità di impegnare le portaerei in duelli di cannoni non era ancora stata idealizzata. La nave era armata con dieci cannoni da 200 mm Type 3: una torretta binata su ciascun lato del ponte di volo centrale e sei in casematte a poppa. La cintura corazzata della linea di galleggiamento della Kaga fu ridotta da 280 a 152 mm durante la sua ricostruzione e la corazzatura del ponte è stata ridotta da 120 a 38 mm. La portaerei aveva un dislocamento di 26.900 tonnellate a carico standard e 33.693 tonnellate a pieno carico, quasi 6.100 tonnellate inferiore al suo dislocamento progettato come corazzata. Questa riduzione del dislocamento aumentò la sua velocità a 27,5 nodi (50,9 km/h) e le conferiva un'autonomia di 8 000 miglia nautiche (15 000 km) a 14 nodi (26 km/h).

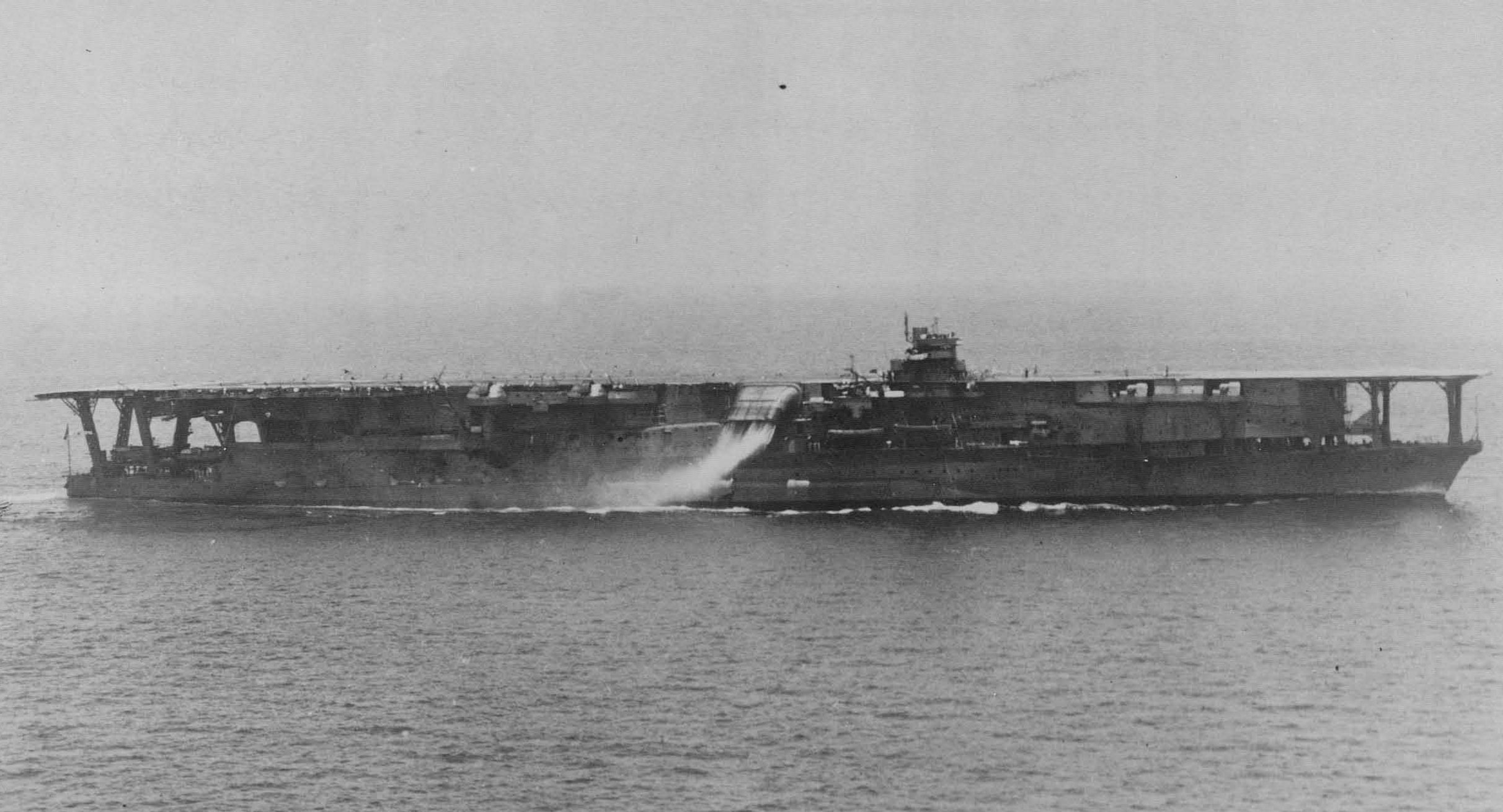
La Kaga dopo la sua ricostruzione degli anni '30

Gli aerei della Kaga supportarono per la prima volta le truppe giapponesi in Cina durante l' incidente di Shanghai del 1932 e parteciparono alla seconda guerra sino-giapponese alla fine degli anni '30. Con altre cinque portaerei della flotta, prese parte al raid di Pearl Harbor nel dicembre 1941 e all'invasione di Rabaul nel Pacifico sud-occidentale nel gennaio 1942. Il mese successivo i suoi aerei parteciparono a un attacco aereo combinato di portaerei su Darwin, in Australia, contribuendo a garantire la conquista delle Indie orientali olandesi. Non partecipò al raid sull'Oceano Indiano in aprile poiché dovette tornare in Giappone per le riparazioni dopo aver colpito una barriera corallina in febbraio. Dopo le riparazioni, la Kaga si riunì alla 1a flotta aerea per l' attacco all'atollo di Midway nel giugno 1942.
La Marina imperiale giapponese fu sorpresa dall'apparizione di tre portaerei americane e, in parte a causa del piano dell'ammiraglio Isoroku Yamamoto, in cui le navi erano troppo disperse per sostenersi a vicenda, la Kaga, insieme alle altre tre portaerei presenti, fu affondata dagli aerei della USS Enterprise, Hornet e Yorktown il 4 giugno.